# Zachary Lagha
Zachary Lagha (Greenfield Park, 15 de abril de 1999) es un deportista canadiense que compite en patinaje artístico, en la modalidad de danza sobre hielo. Ganó dos medallas de bronce en el Campeonato de los Cuatro Continentes de Patinaje Artístico sobre Hielo, en los años 2023 y 2025.

## Palmarés internacional
| Campeonato de los Cuatro Continentes | Campeonato de los Cuatro Continentes | Campeonato de los Cuatro Continentes | Campeonato de los Cuatro Continentes |
| Año                                  | Lugar                                | Medalla                              | Categoría                            |
| ------------------------------------ | ------------------------------------ | ------------------------------------ | ------------------------------------ |
| 2023                                 | Colorado Springs (Estados Unidos)    | Medalla de bronce                    | Danza sobre hielo                    |
| 2025                                 | Seúl (Corea del Sur)                 | Medalla de bronce                    | Danza sobre hielo                    |